# Hannah Belliot
Johanna Helouïse (Hannah) Belliot (Paranam, 17 november 1947) is een Nederlands voormalig  politicus en bestuurder voor de Partij van de Arbeid. Ze was van 1998 tot 2002 stadsdeelvoorzitter van Amsterdam-Zuidoost en van 2002 tot 2006 wethouder van de gemeente Amsterdam. Haar portefeuille bestond uit Zorg, Cultuur, Lokale Media en Monumenten. Daarnaast nam ze begin 2004 korte tijd de portefeuille van ex-wethouder Rob Oudkerk waar.

## Herkomst, opleiding en loopbaan
Belliot werd geboren in een dorpje aan de Surinamerivier. Op haar negentiende vertrok ze naar Nederland om in Utrecht pedagogiek te studeren aan de Universiteit Utrecht. Ze studeerde af in de pedagogiek en haalde daarnaast een lesbevoegdheid voor psychologie.
Ze werkte aanvankelijk als onderwijzeres; hield zich vervolgens voor de Rijksoverheid bezig met de opvang van Surinamers in Nederland; was daarna directeur van het Pedagogisch en Pedologisch Instituut in Amsterdam; en maakte deel uit van het bestuur van een woningcorporatie. Na 26 jaar in Houten te hebben gewoond, verhuisde ze in 1992 naar Amsterdam.

### In de politiek (1998- )
Belliot werd in 1997 lid van de PvdA. Wouter Gortzak probeerde haar een jaar lang over te halen om de stadsdeelpolitiek in te gaan en had ten slotte succes. In 1998 volgde ze Ronald Janssen op als voorzitter van het dagelijks bestuur van stadsdeel Zuidoost in Amsterdam. Door het allochtone bevolkingsdeel van Amsterdam-Zuidoost, grotendeels van Surinaamse afkomst, werd ze als eerste stadsdeelvoorzitter van Surinaamse afkomst op handen gedragen. Bij de gemeenteraadsverkiezingen van 2002 stond Belliot op de tweede plaats van de kieslijst van de PvdA. Na de verkiezingen werd ze de eerste Amsterdamse wethouder van Surinaamse afkomst. Ze kreeg Zorg en Cultuur als portefeuille. In het stadsdeel Zuidoost werd Belliot opgevolgd door Elvira Sweet.

### Wethouder van Amsterdam (2002-2006)
Als wethouder zorgde Belliot voor gefronste wenkbrauwen bij de bestuurlijke elite in de stad door onconventionele standpunten in te nemen. Haar plannen om oudere (Surinaamse) drugsverslaafden op te bergen in een junkenflat - 'wegzetten' noemde ze dit zelf - oogstten veel kritiek. Waardering kwam toen ze de broodnodige verbouwing van het Stedelijk Museum van Amsterdam wist vlot te trekken. Ze haalde Joop van den Ende naar Amsterdam om het DeLaMartheater aan de Marnixstraat nieuw leven in te blazen. Haar cultuurbeleid was er vooral op gericht de culturele infrastructuur van de stad te renoveren. Ze stak haar nek uit bij de restauratie en verbouw van Theater Carré. Ook gingen de Stadsschouwburg en de Melkweg met elkaar samenwerken bij de bouw van een nieuwe zaal tussen beide cultuurpaleizen. Haar uitspraken over aids onder Ghanezen in de Bijlmer en tienerprostitutie in die wijk leidden tot woedende reacties in de wijk. Op 16 september 2005 liet ze weten zich niet herkiesbaar te zullen stellen.

### Na de politiek (2006-  )
Ze wil weer toneelstukken gaan schrijven en hoopt een documentaire te kunnen maken over de integratie van de zwarte man die 400 jaar na het begin van de slavernij nog steeds in een achterstandspositieten opzichte van wie? zit.
In 2008 stelde Belliot zich verkiesbaar voor het lijsttrekkerschap van de PvdA voor de Europese verkiezingen, maar deze verloor ze van Thijs Berman.

## Persoonlijk leven
Belliot was twintig jaar gehuwd met de Surinaamse musicus Clarence Breeveld. Voor hun huwelijk vormden ze het muzikale duo Hannah en Clarence. Ze woont in Amsterdam-Zuidoost en heeft drie kinderen.